# Stift Viktring
Das Stift Viktring ist ein ehemaliges Kloster der Zisterzienser (OCist) im Stadtteil Viktring in der Stadtgemeinde Klagenfurt am Wörthersee in Kärnten. Die Stiftskirche ist eine Filialkirche der Pfarrkirche Viktring-Stein im Dekanat Klagenfurt-Stadt in der Diözese Gurk-Klagenfurt.

## Geschichte
Stift Viktring wurde im Jahr 1142 von Mönchen des Zisterzienser-Ordens aus dem Kloster Villers-Bettnach gegründet. Dies wurde möglich durch eine Schenkung des Grafen Bernhard von Spanheim und dessen Ehefrau Kunigunde. Der Name der Gründung leitet sich entweder von Victoria (Sieg) oder dem Ortsnamen Vitrin ab.
Am 20. April 1142, einem Ostermontag, brach die für Viktring ausgewählte Mönchskolonie von ihrem Kloster Weiler-Betnach auf. Im darauffolgenden Jahr wurde am 13. Mai Eberhard als erster Abt des Stiftes eingesetzt. 60 Jahre danach konnte Erzbischof Eberhard II. im Jahr 1202 die Klosterkirche weihen. Um das Jahr 1220 kaufte das Kloster Viktring in Marburg an der Drau ein Haus, Die Ankäufe des Klosters vermehrten sich, so dass Kloster Viktring zu einem der größten städtischen Grundbesitzer wurde. im Jahr 1488 gehörten dem Kloster 28 Häuser in der Stadt und Weingärten in der Untersteiermark. Im 18. Jahrhundert erfolgte eine großzügige Barockisierung des Stifts. Das Deckenfresko in der ehemaligen Bibliothek von Johann Gfall (um 1765) zeigt eine allegorische Darstellung des Glaubens mit den Heiligen Benedikt und Bernhard. In den Lünetten des Stichkappengewölbes sind die Apostel, Evangelisten und Kirchenväter dargestellt.

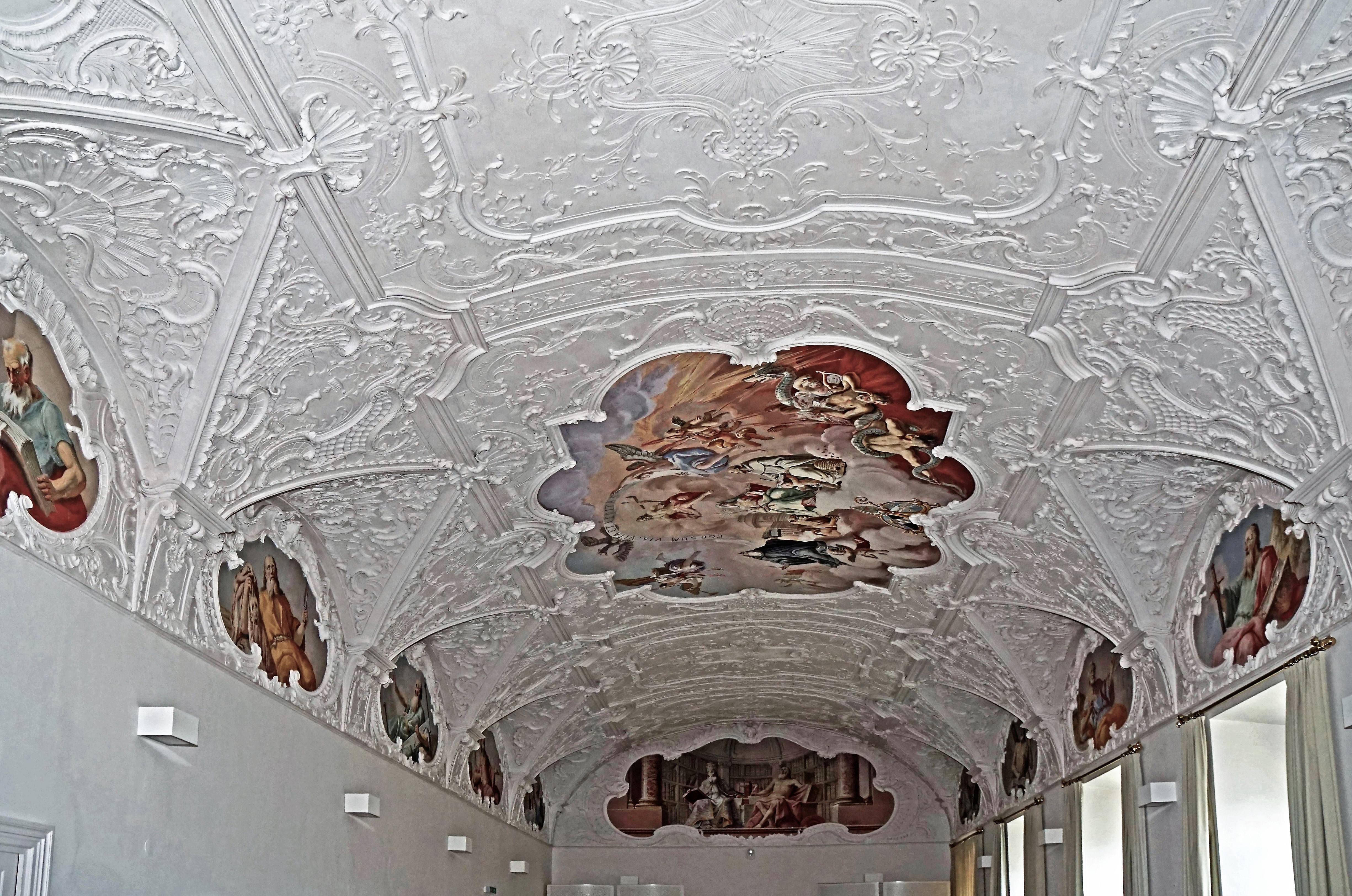
Gewölbe der ehemaligen Bibliothek
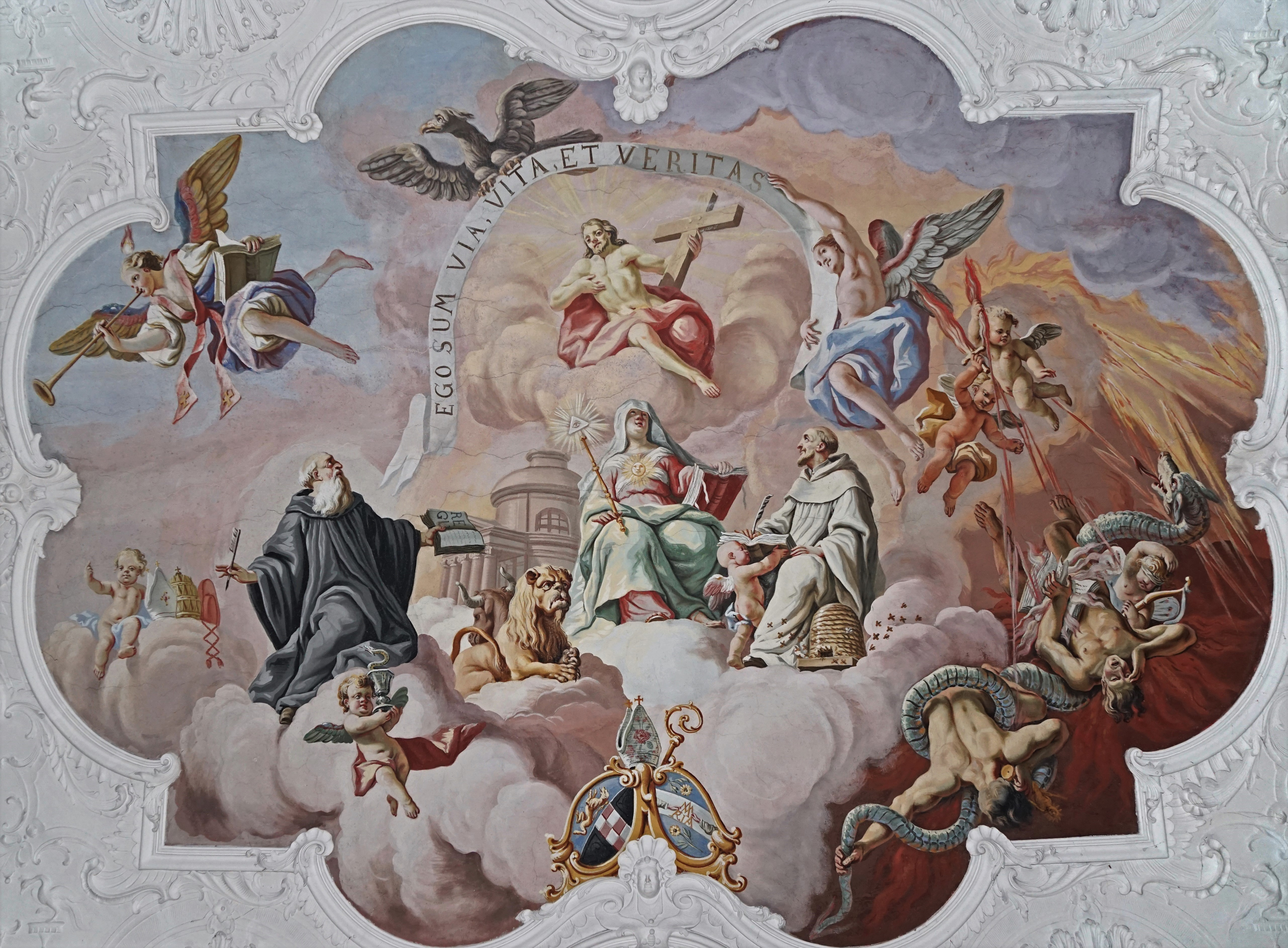
Deckenfresko in der ehemaligen Bibliothek

Im Zuge der josephinischen Klosterschließungen wurde Viktring am 19. Mai 1786 aufgehoben und die Mönche am 1. August 1786 ausgesiedelt. Am 10. November 1788 ersteigerten die Brüder Johann und Christoph Moro einen Teil des Klostereigentums und etablierten dort eine Tuchfabrik. Ab dem Jahr 1897 gehörte das gesamte Stift der Familie Moro. Im Jahr 1925 verkaufte Adeline von Botka, das letzte Mitglied der Familie Moro, die Tuchfabrik „Gebrüder Moro“ an Baron Josef Aichelburg-Zosenegg. Es folgten diverse kurzfristige, industrielle Nutzungen des Stiftes. Im Jahr 1970 kam es in den Besitz der Republik Österreich. In den Gebäuden des Stifts wurde im Jahr 1977 ein Gymnasium eingerichtet. Die damalige Expositur des 2. Bundesgymnasiums in Klagenfurt bezog die Räumlichkeiten. Im Jahr 1980 wurde das Gymnasium Viktring als „Realgymnasium unter besonderer Berücksichtigung der musischen Ausbildung“ eigenständig. Am 23. September Im Jahr 1999 fand die offizielle Schuleröffnung des BRG Klagenfurt-Viktring statt.

## Stiftskirche

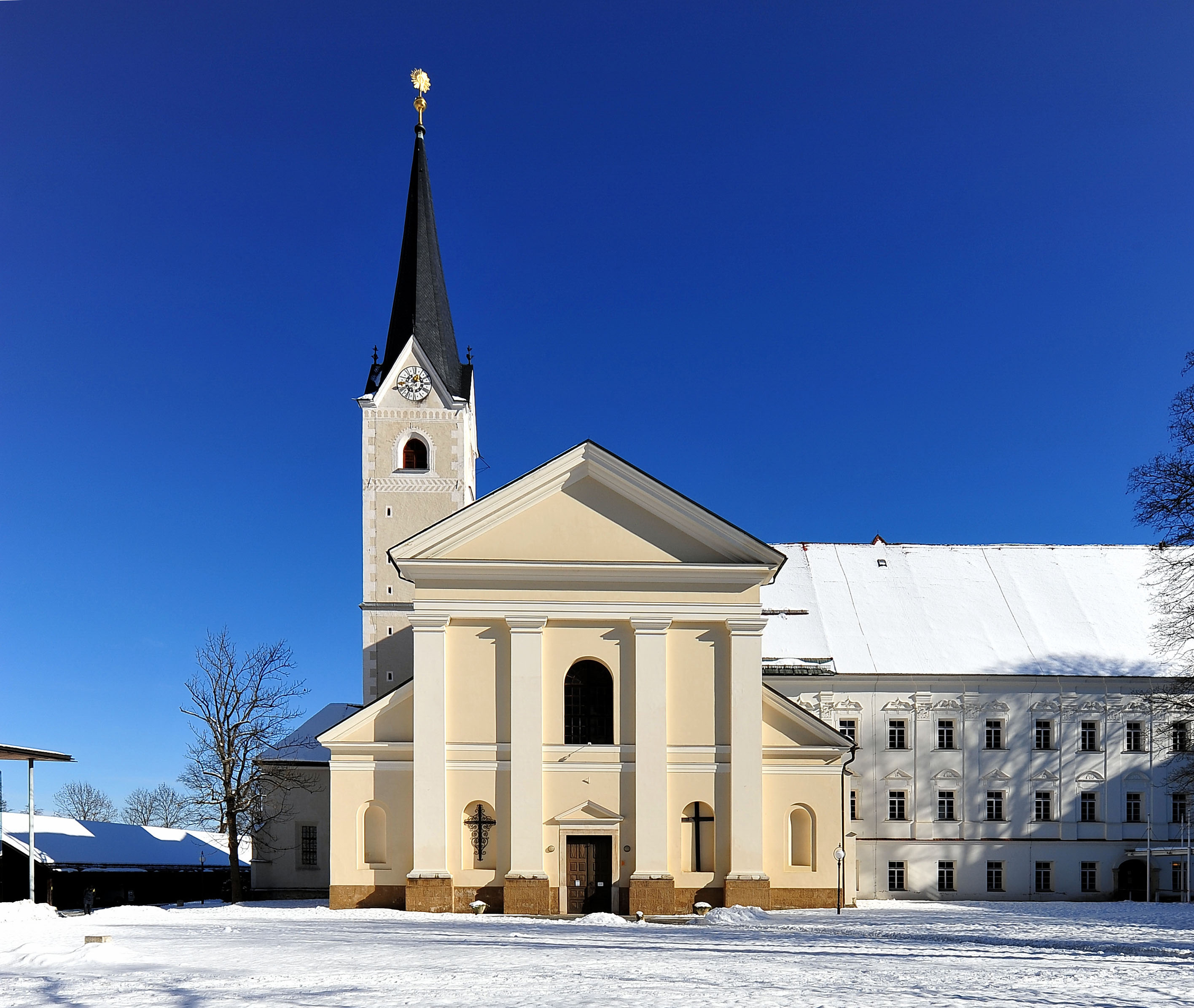
West-Ansicht der Stiftskirche

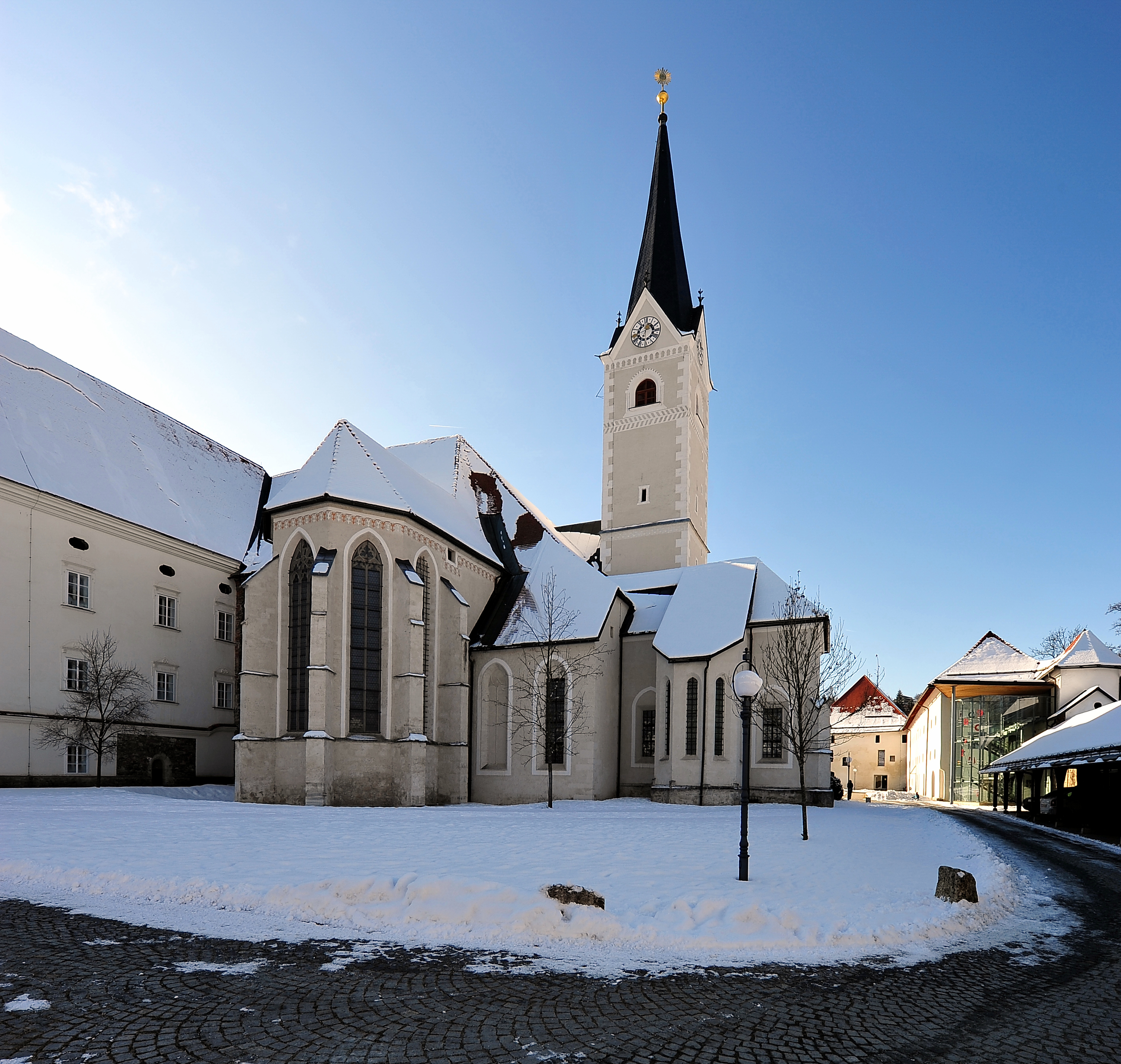
Ost-Ansicht der Stiftskirche

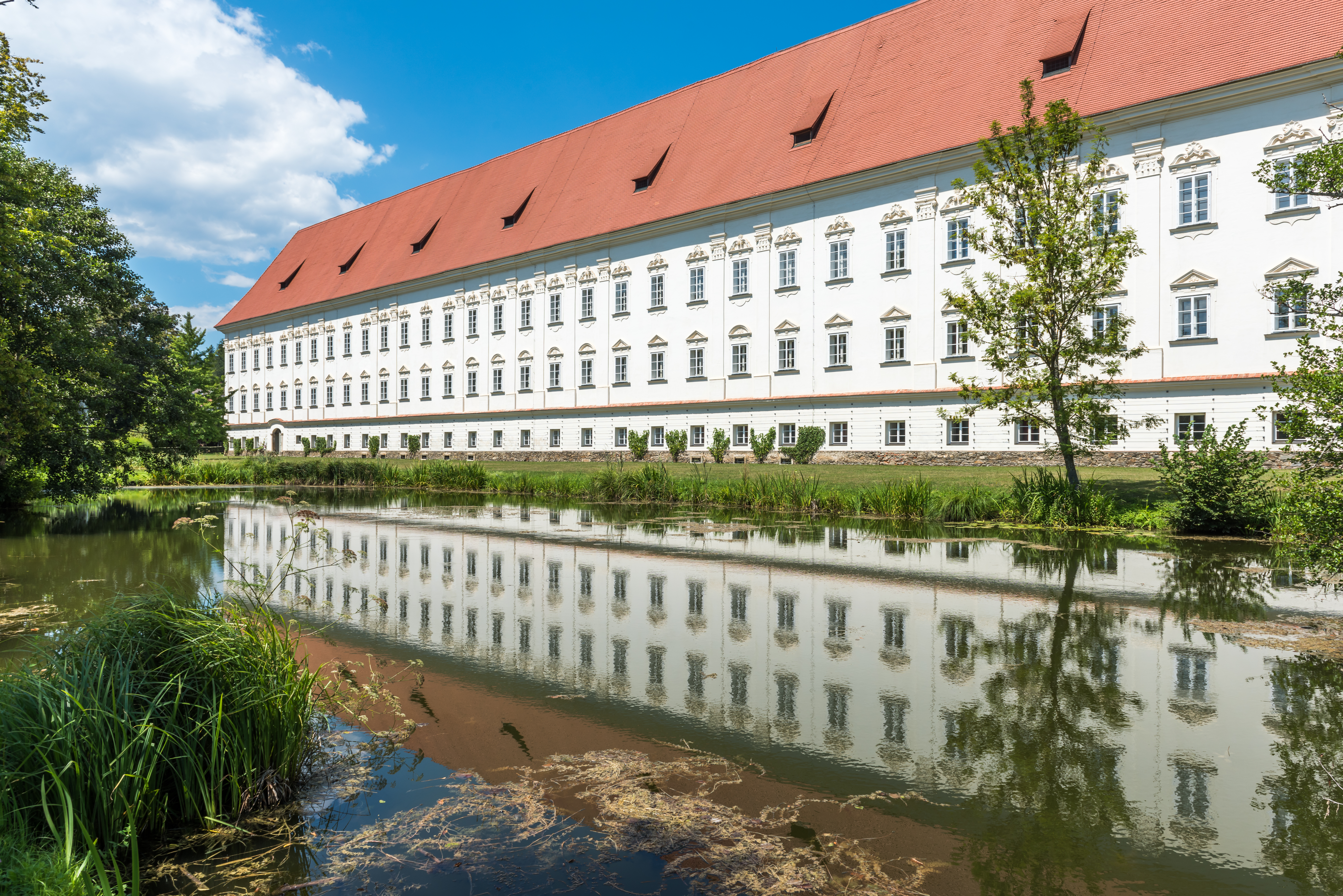
Südtrakt des ehemaligen Stiftes

Die Kirche vom zisterziensischen Bautyp wurde im Jahr 1202 eingeweiht. In der ersten Hälfte des 14. Jahrhunderts wurde der Altarraum um einen gotischen Chor erweitert, die Kirche erhielt einen massiven Turm und im Anschluss an das nördliche Querschiff die Bernhardkapelle. Im Jahr 1843 wurde die westliche Kirchenhälfte mit fünf Langhausjochen abgetragen und die heutige klassizistische Fassade errichtet. Die Stiftskirche und die ehemalige Prälatur sind heute im Besitz der Pfarre Stift Viktring. In der Bernhardkapelle wurden im Jahr 1991 in den Feldern des Netzrippengewölbes Fresken aus dem 15. Jahrhundert entdeckt. Diese wurden bis zum Jahr 2001 freigelegt und dann schließlich restauriert. Seit 1992 besitzt die Kirche ein Fastentuch.

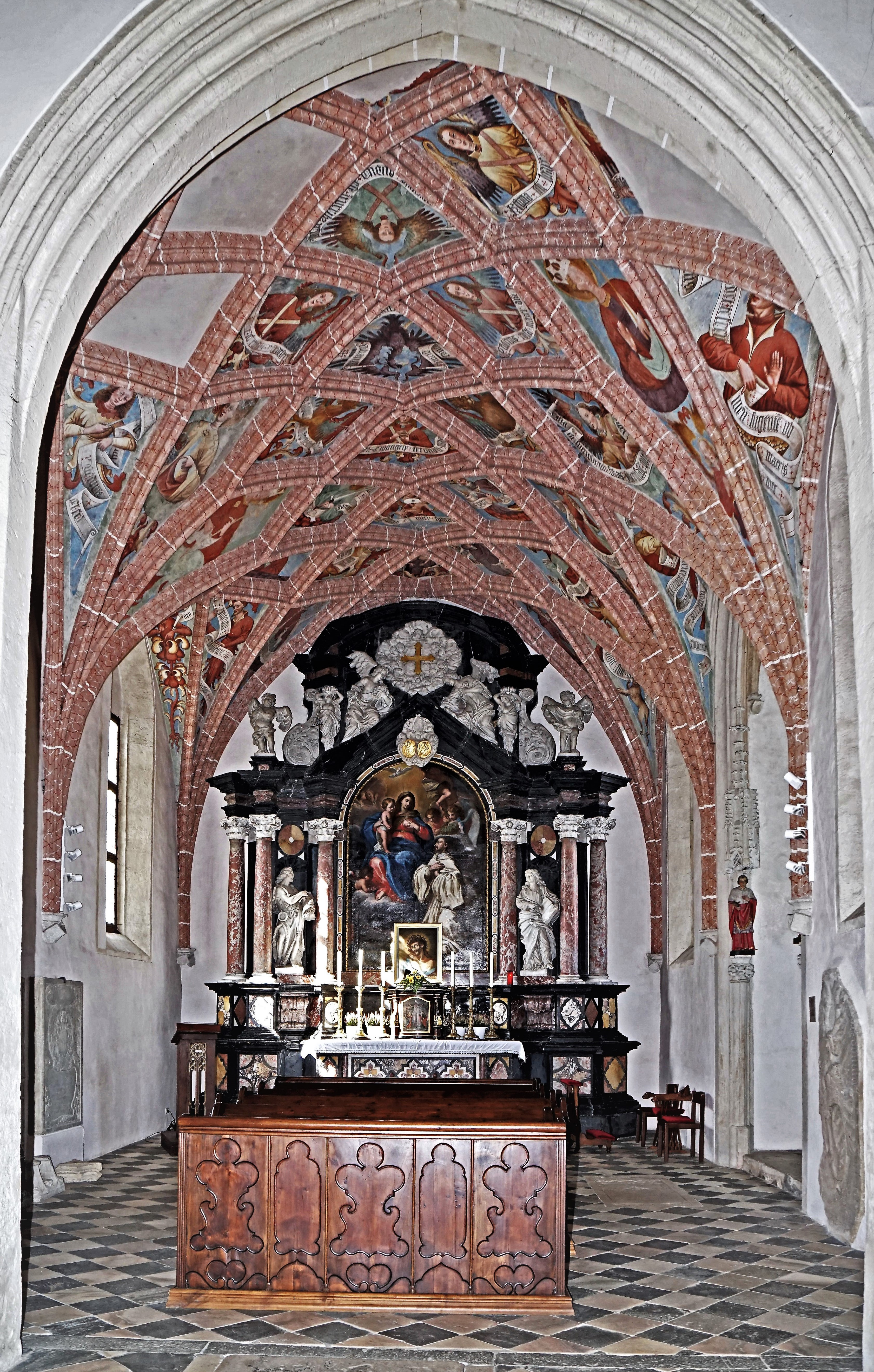
Blick in die Bernhardkapelle
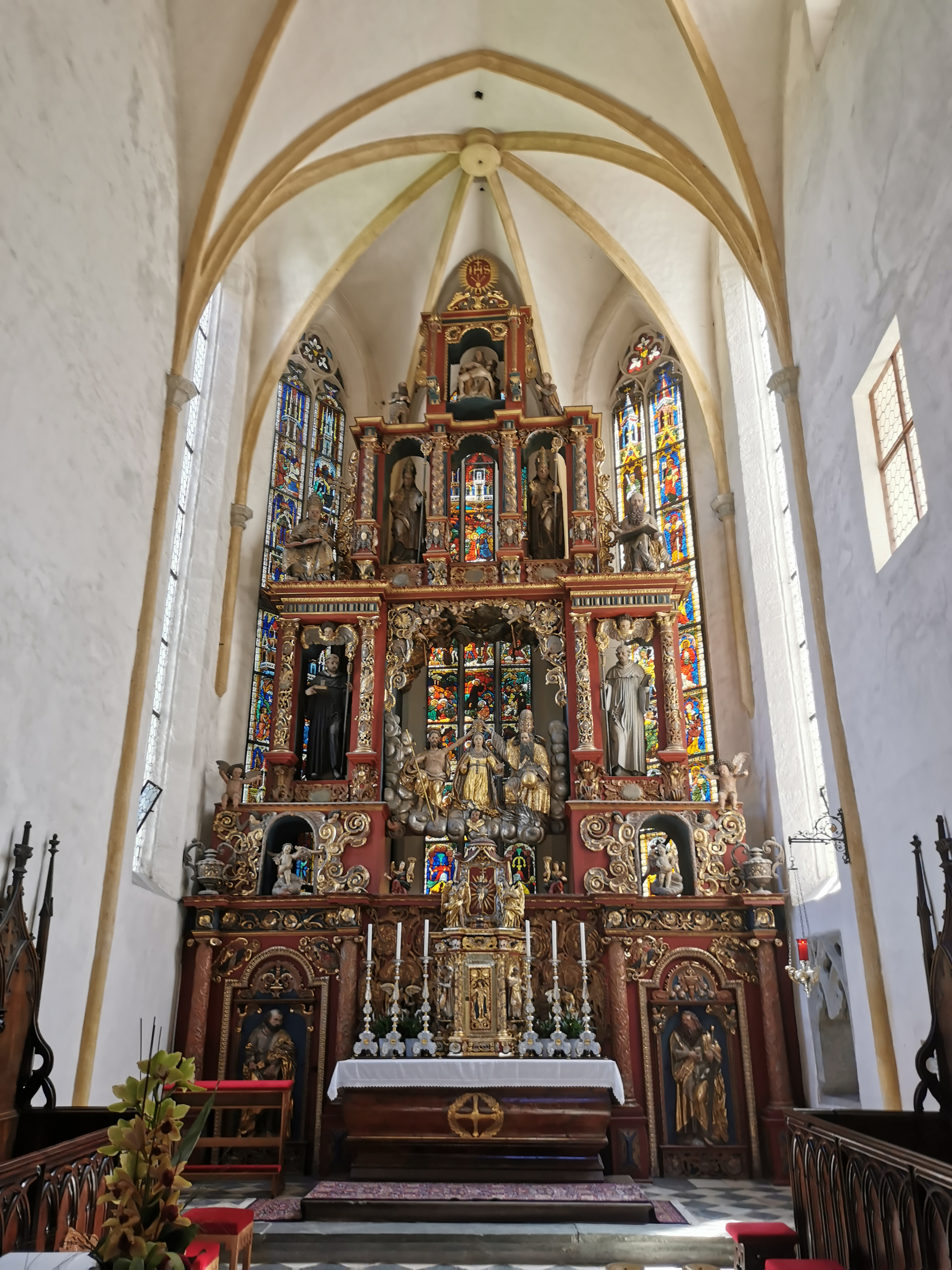
Fünfgeschoßiger barocker Hochaltar
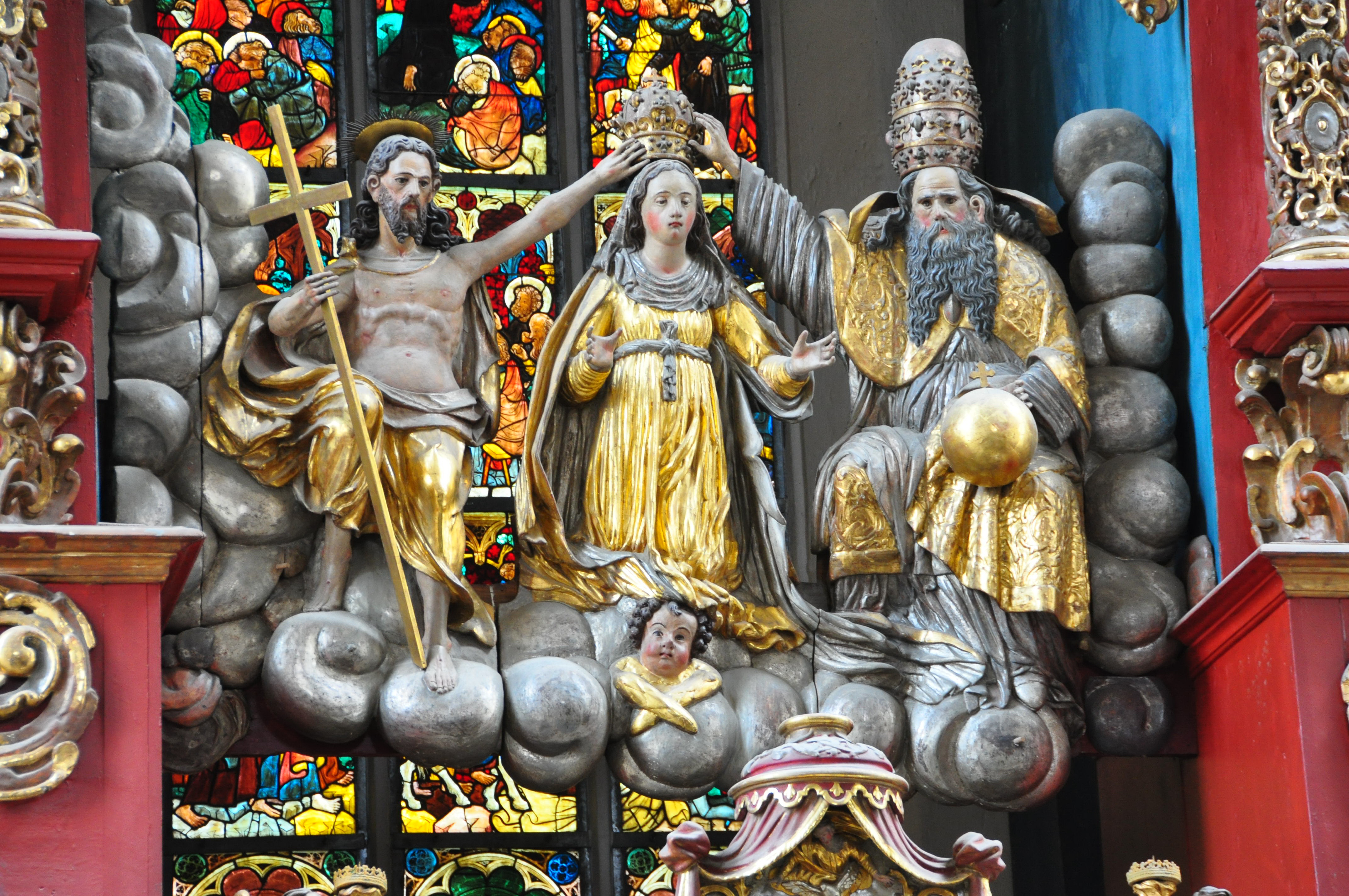
Marienkrönung (Hochaltar)
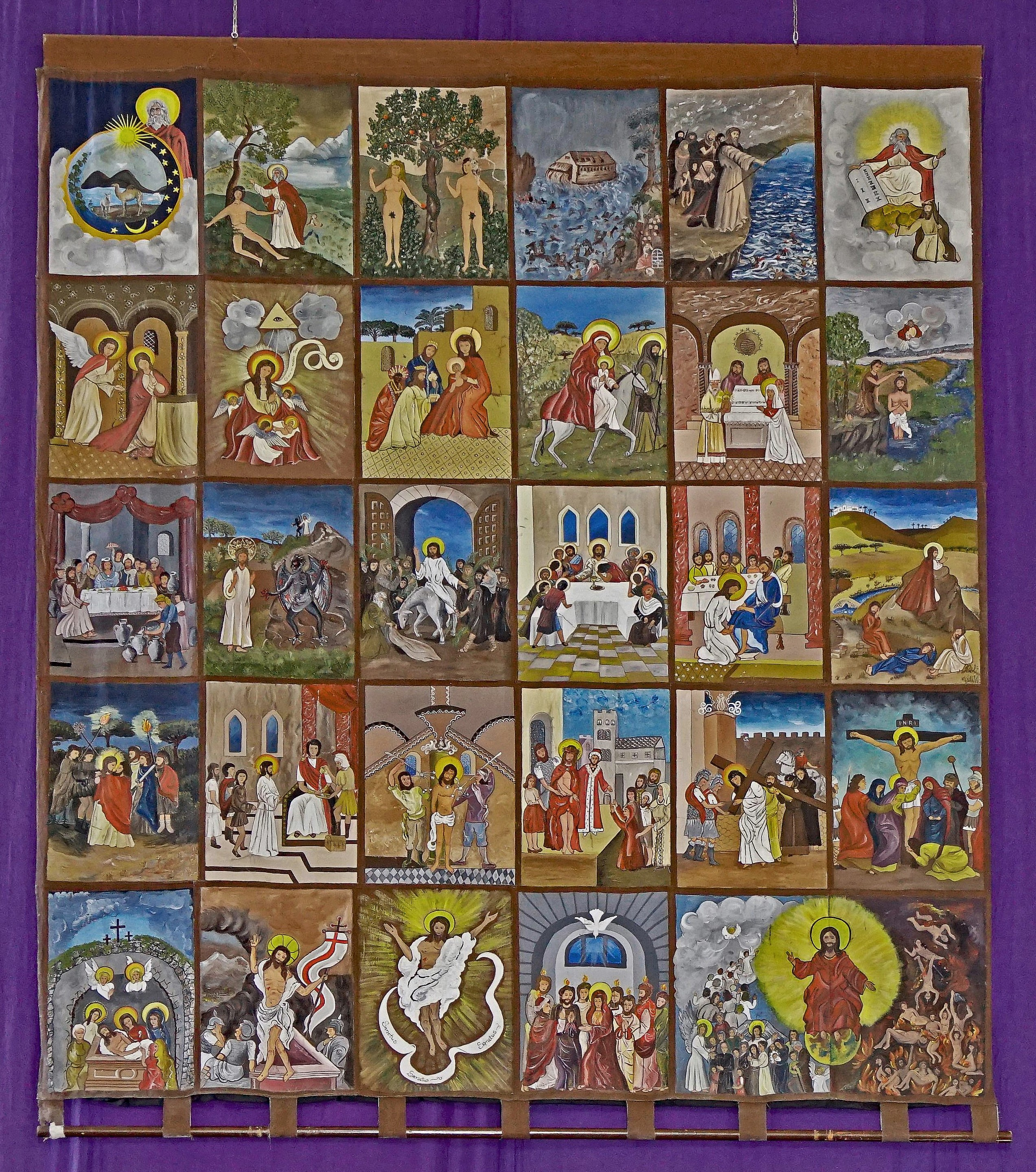
Das Fastentuch

## Äbteverzeichnis des Zisterzienserklosters Viktring
Es nennt von dem Jahr 1143 bis zur Schließung der Niederlassung im Jahr 1786 insgesamt über 50 Väter der Mönche. Für das Mittelalter hat es Magda Roscher zusammengestellt. In der Frühzeit des Klosters bekleideten sie diese Funktion durch die niedrige Lebenserwartung oft nur wenige Jahre.
- Eberhard 1143 – 1157. Er trug die Verantwortung für die kleine, wahrscheinlich aus 13 Personen bestehende Mönchsgemeinschaft durch 14 Jahre. Seine Einsetzung erfolgte ein Jahr nach der Besitznahme von Viktring. Eberhard scheint in Urkunden wiederholt als Zeuge auf.
- Gottfried 1157 – 1163. In Urkunden nicht nachweisbar.
- Konrad I. 1163 – 1170. In Urkunden nicht nachweisbar.
- Meinhard 1171 – 1175 (gest. 1183)
- Ludwig 1175 – 1191
- Berthold 1192 – 1194
- Balduin 1194 – 1200
- Konrad II. 1202 – 1211
- Heinrich I. 1213 – 1215
- Nikolaus I. 1215 – 1217
- Konrad III. 1217 – 1224
- Thomas 1224 – 1226
- Johann I. Sein Name erscheint nur in einer Urkunde von 1235.
- Arnold 1236 – 1238 (gest. 1244)
- Herbrand 1239 – 1246 (Rücktritt). Stirbt 1252.
- Heinrich II. 1247 – 1249
- Friedrich 1251 – 1256
- Jakob I. 1257 – 1260
- Ägidius 1260 – 1270
- Albert I. 1270 – 1280
- Jakob II. 1280 – 1281
- Albert II. 1286 – 1290
- Nikolaus II. 1293 – 1303
- Simon 1303 – 1309
- Johann II. 1312 – 1347. Er befand sich als Mönch seit 1307 nachweislich im Kloster. Im Dezember 1312 urkundete er bereits als Abt. Er stand dem Kloster 33 Jahre, 8 Monate und 26 Tage lang vor. In Klagenfurt besitzt das Kloster schon mehrere Häuser.
- Nikolaus III. 1347 – 1390. Er ist erst ab 1347 nachweisbar Abt. Da er dem Kloster über vier Jahrzehnte vorsteht, muss er schon in verhältnismäßig sehr jungen Jahren zur Abtwürde gelangt sein.
- Johann III. 1391 – 1413
- Andreas 1413 – 1423
- Johann IV. 1423 – 1425. Urkundlich nicht nachweisbar.
- Christian 1425 – 1428
- Johann V. 1429 – 1448

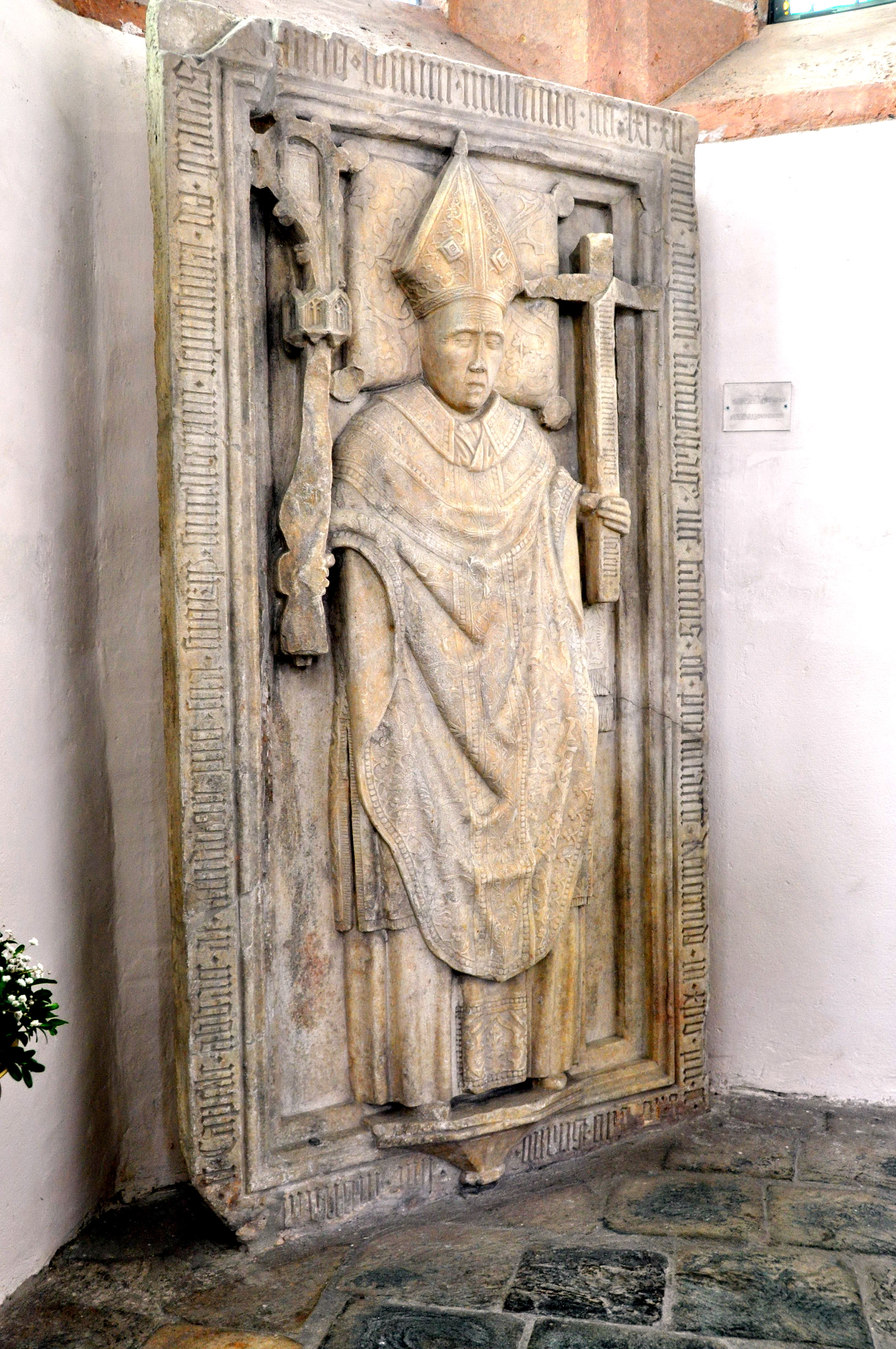
Figurengrabstein von Abt Gerhard II. im Baptisterium der Bernhardkapelle

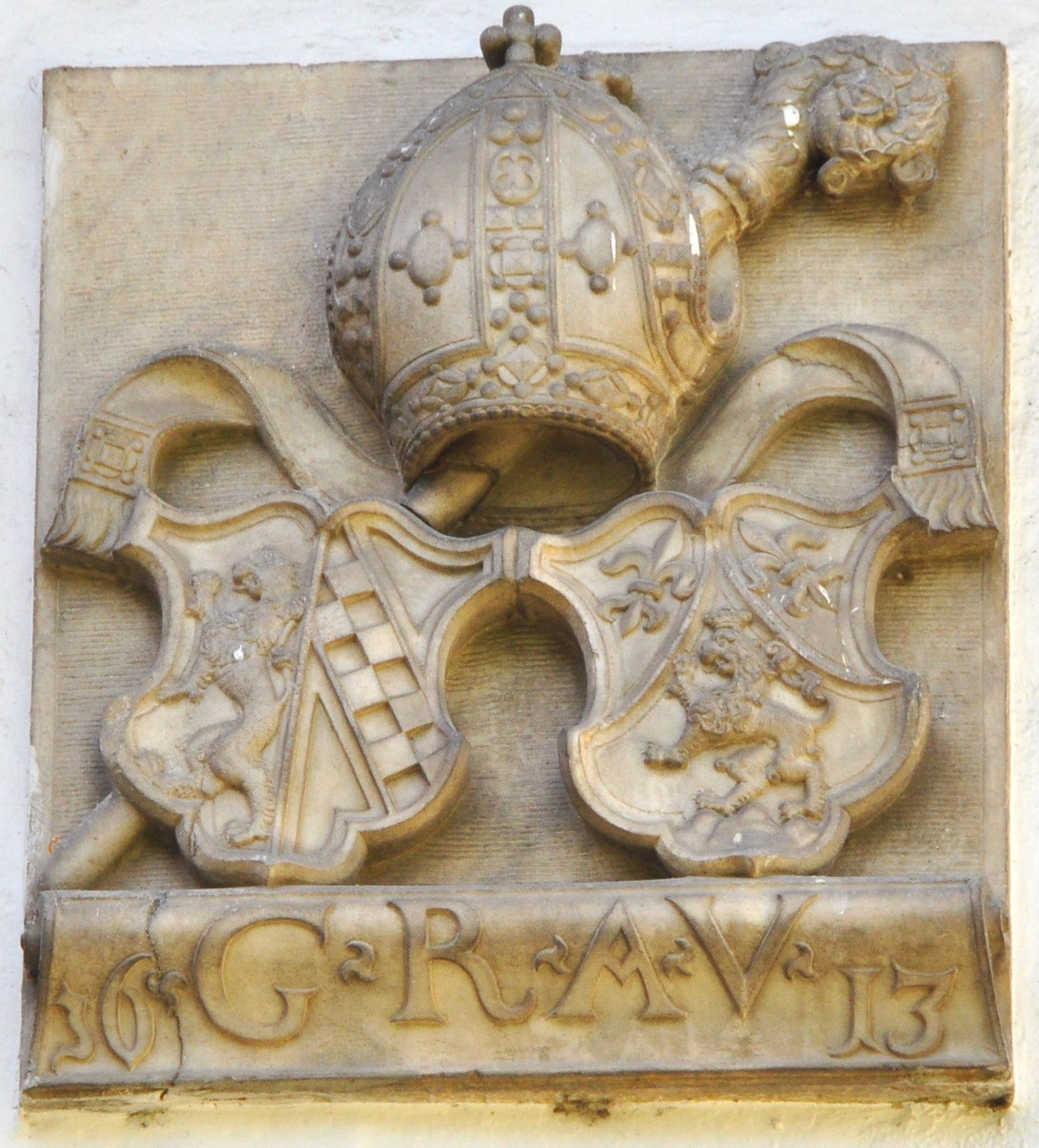
Wappenstein des Abtes Georg II. Reinprecht, Abt von 1608 bis 1643

- Gerhard II. 1448 – 1467. Sein Figurengrabstein in der Bernhardkapelle ist erhalten.
- Mathäus I. 1467 – 1481
- Johann VI. 1482 – 1501. Er lässt 1488 den gesamten Klosterbesitz auf der Grundlage eines älteren Urbars in ein neues übertragen. Mehr als 50 Huben konnten nicht mehr eruiert werden. Noch immer kehrt der Friede nicht ein, eine Visitation jagt die andere, es gibt einen zweiten Abt, doch schließlich vermag sich Abt Johann doch zu behaupten. Wahrscheinlich resignierte er zugunsten von Lang.
- Matthäus Lang von Wellenburg 1502 – 1523/24. Die Rivalitäten führten zur Einsetzung eines ordensfremden kaiserlichen Günstlings in Viktring. Lang bringt die Wirtschaft wieder in Gang.
- Polydor de Bressanis 1525 – 1534
- Sebastian Schenk 1534 – 1544
- Bernhard Taindl 1544 – 1570
- Adam Brugger 1571 – 1582
- Philipp Dominik 1562 – 1598
- Georg I. Gorian 1598 – 1608
- Georg II. Reinprecht 1608 – 1643. Erstmals wird ein Viktringer Abt Verordneter des Kärntner Landtages. 1608 kommt es zum Verkauf des gesamten Besitzes in Krain.
- Georg III. Ding 1643 – 1645
- Bernhard II. Grieser 1645 – 1649
- Lukas Blatnik 1649 – 1652
- Christoph Locher 1652 – 1657
- Wilhelm Malle 1657 – 1691
- Benedikt I. Türk 1691 – 1701. Sein Grabstein befindet sich in der Taufkapelle, in den Boden eingelassen.
- Johann VII. Moser 1702 – 1717.

- Edmund Kamperger 1717 – 1720

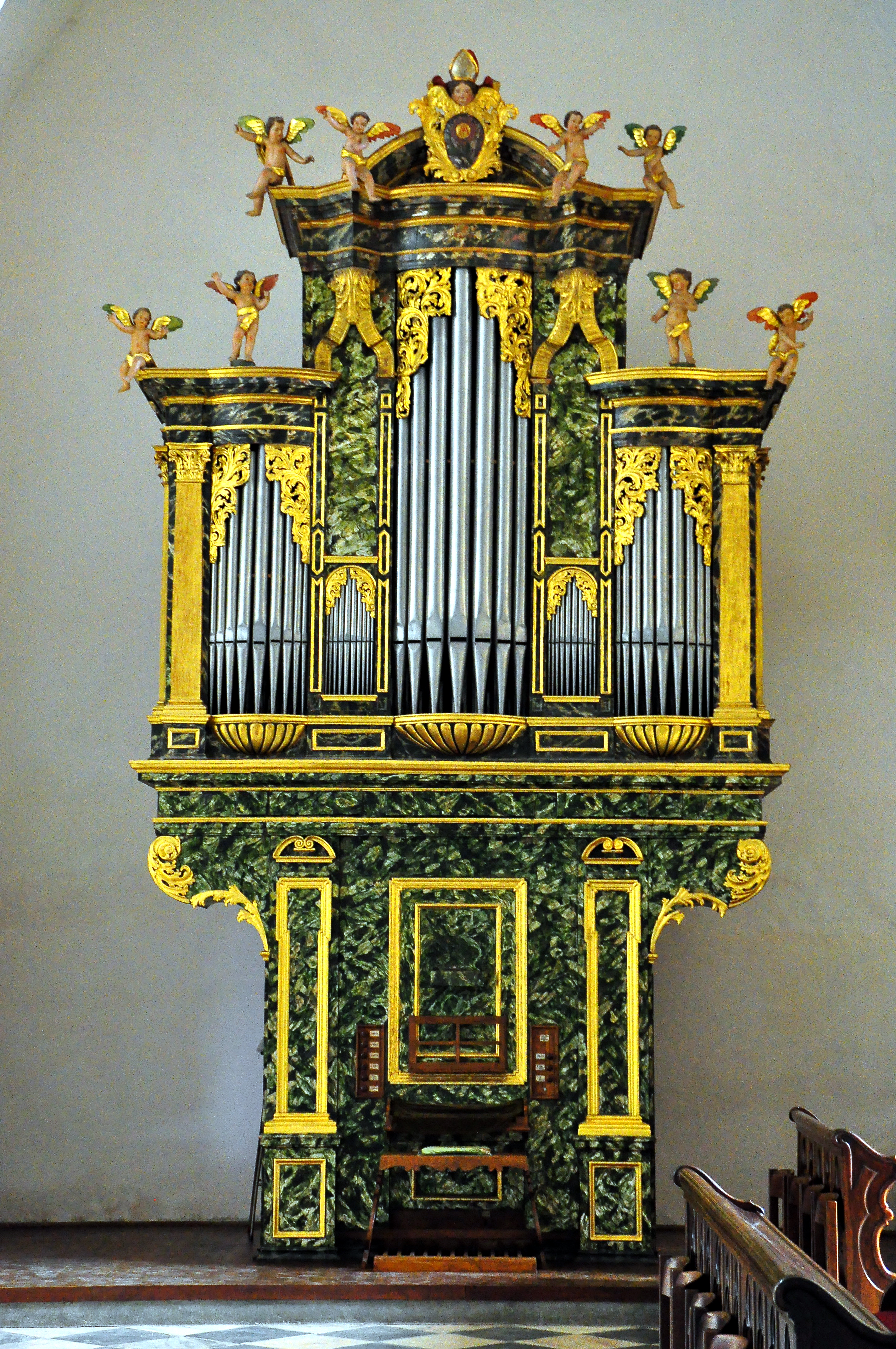
Barockorgel im Querhaus

- Benedikt II. Mulz 1720 – 1763. Beginnt den weitgehenden Neubau der Klosterobjekte. Es werden sogenannte Kaiserzimmer für höchsten Besuch eingerichtet. In Klagenfurt kommt es zum Bau des Viktringer Hofes in der Karfreitstraße 1. Anlässlich der Erbhuldigung Kaiser Karls VI. wurde der Viktringer Abt mit der Würde eines Erblandhofkaplans bedacht.
- Siegmund Zopoth 1763 - 1764

Das Kloster bewirtschaftete etwa 20 Fischteiche. Deren Abfischen brachte hohe Erträge. In einem Zeitraum von drei Jahren waren es im Klostergraben 517 Karpfen, 78 Hechte und 32 Waller, im Wintschacher Teich 1030 Karpfen, 212 Hechte und 46 Waller und im großen Steiner Teich 1569 Karpfen, 170 Hechte und 80 Waller.
- Bernhard III. Maria Winterl 1764 – 1780
- Konstantin Rabitsch 1781 – 1786. Der letzte Abt. Die Meierei umfasste zu dieser Zeit in Viktring 64 Joch Ackerland, 123 Joch Wiesen und Weiden, mehrere Waldungen und die Maierniggalm. Der Viehbestand setzte sich zusammen aus 7 Pferden, 59 Rindern, 64 Schweinen, 36 Schafen sowie Geflügel (darunter Enten).

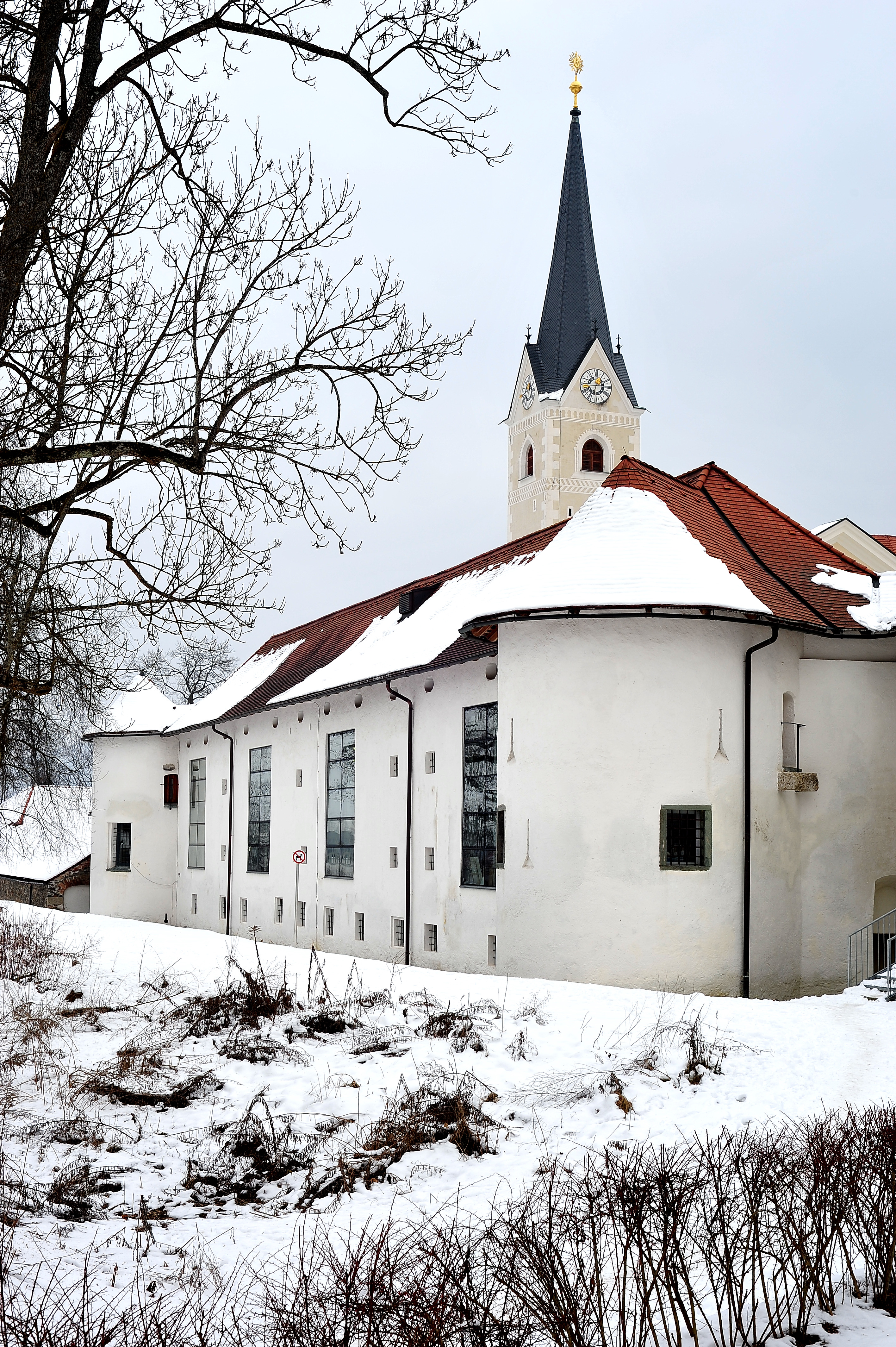
Nordwestansicht der Stiftskirche
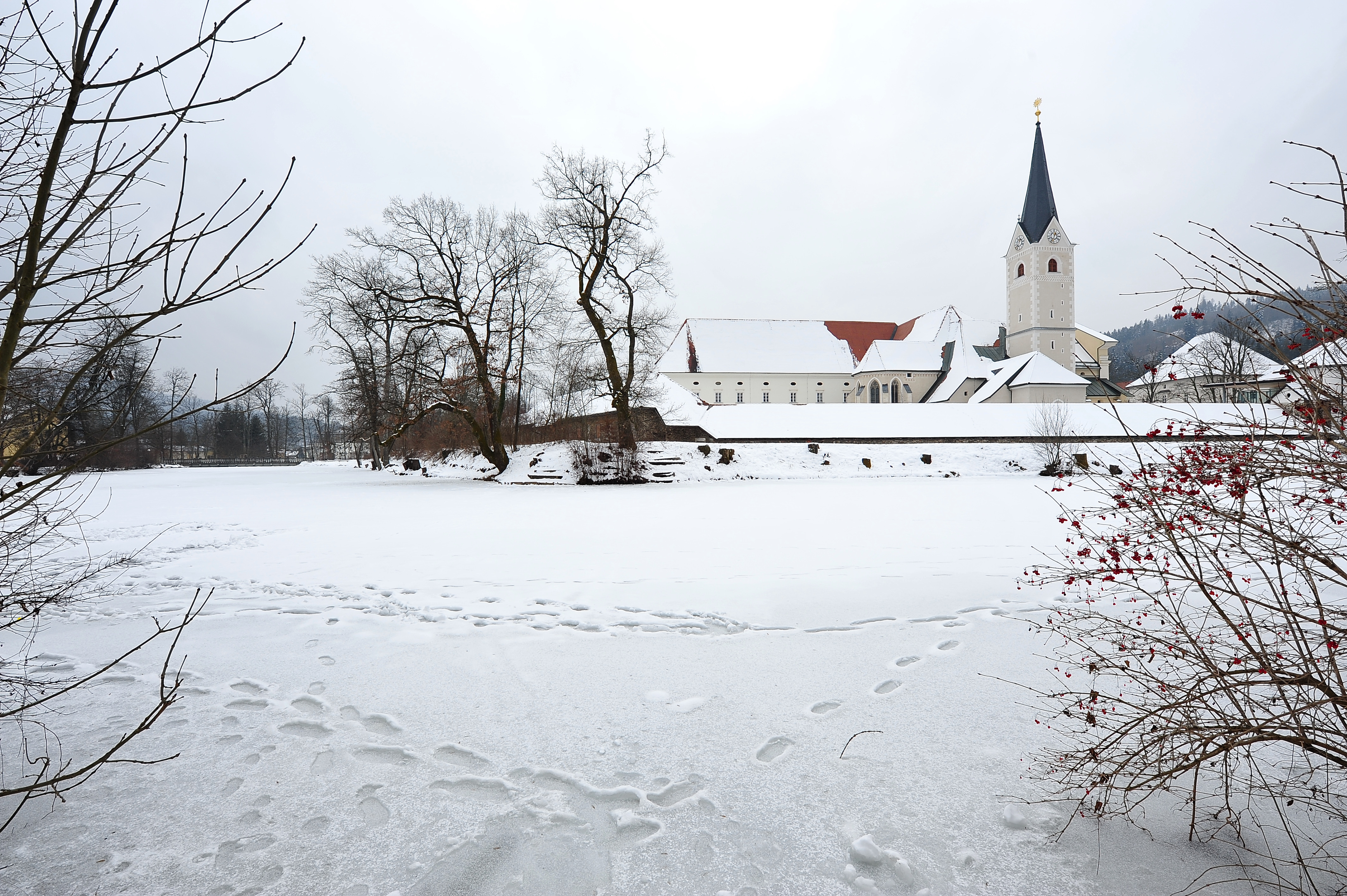
Winterliche Stiftskirche mit zugefrorenem Stiftsteich

## Die Tuch- und Lodenfabrikanten

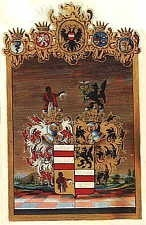
Wappen der Familie von Moro aus ihrem Ritterstandsdiplom, 1820

Im November 1788 kauften die Brüder Christoph und Johann Moro bei einer öffentlichen Versteigerung einen Teil des Gebäudekomplexes und mehrere Grundstücke für 10.000 Gulden.

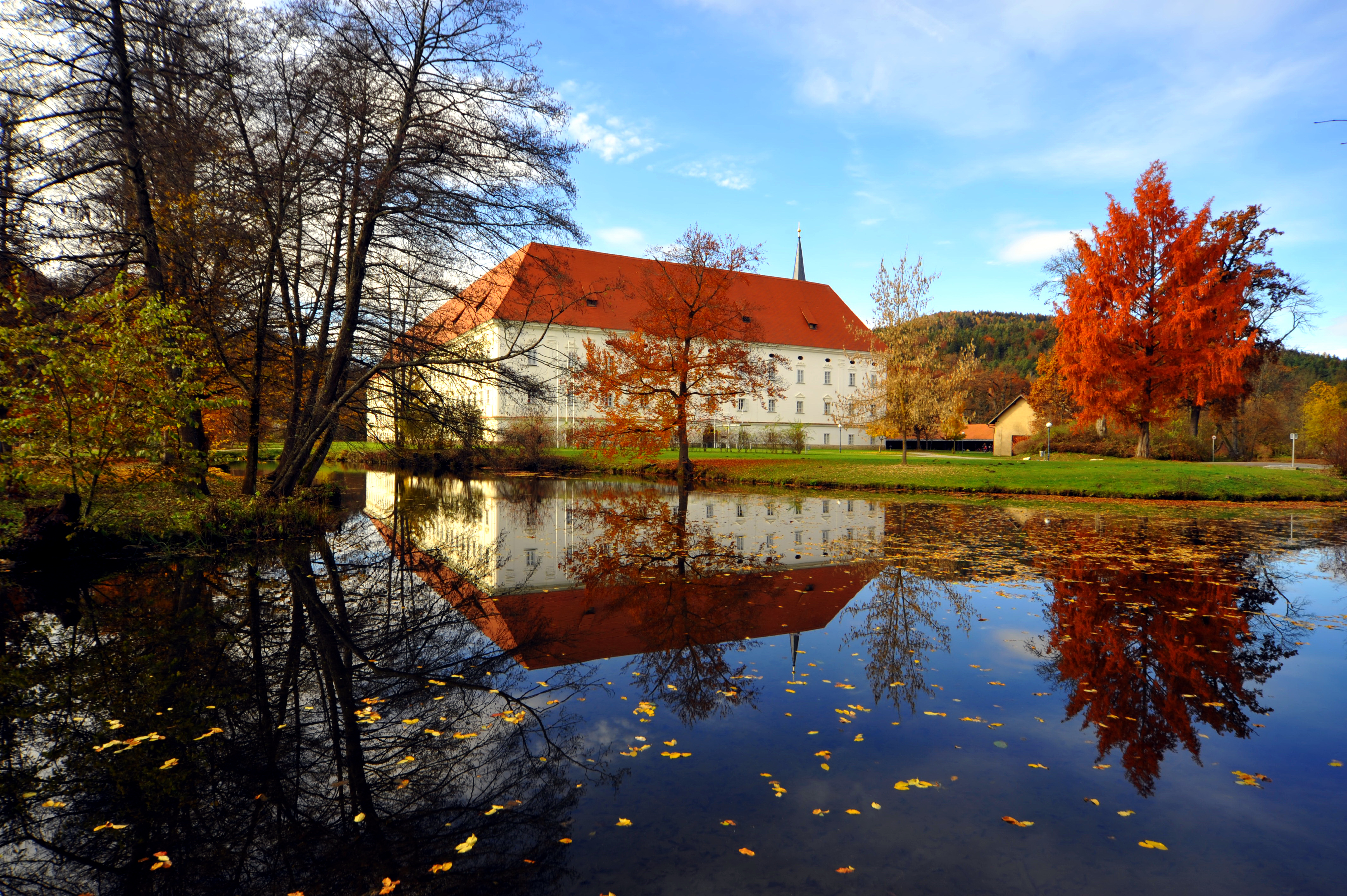
Südost-Ansicht des Stiftes

Die Fabrik war für die Bevölkerung ein wichtiger Arbeitgeber. Sie beschäftigte bis zu 800 Personen. In der zweiten Generation leitete Franz Ritter von Moro den Familienbetrieb und machte aus ihm eine in Europa führende Feintuchfabrik.

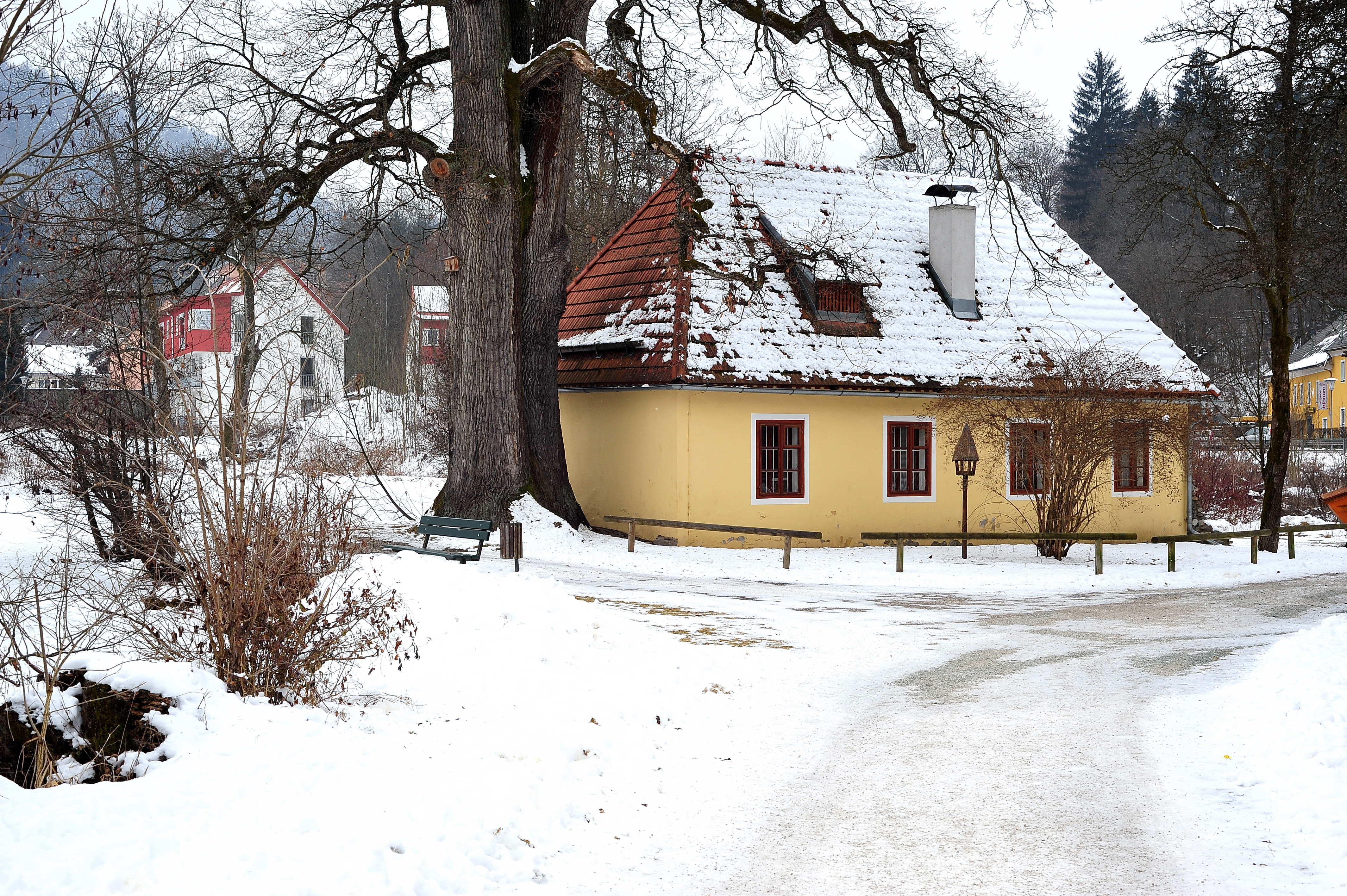
Fischerkeusche an der Koschatpromenade

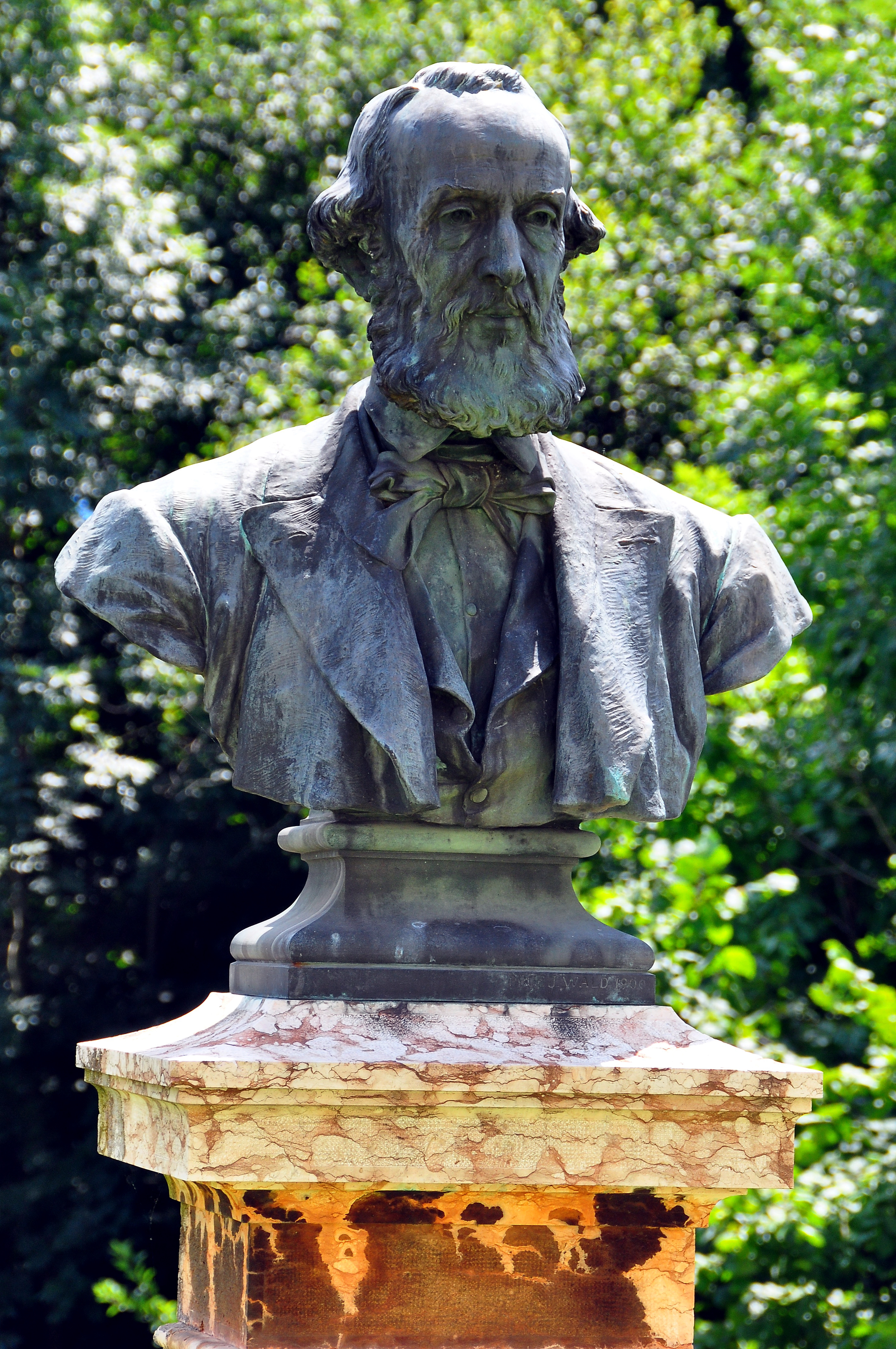
Büste des Max Ritter von Moro auf dem Kirch-Friedhof in Stein

Im Jahr 1880 beschäftigte die Fabrik 86 Arbeiter. Mitte der 1880er Jahre konnte sie rotes Tuch für die Londoner Garde liefern. Im Jahr 1885 wurde eine Betriebskrankenkasse mit Kostenbeteiligung der Arbeiter eingerichtet. Nach dem Jahr 1910 begannen die Umsätze zurückzugehen, mit der Mobilmachung im Jahr 1914 kam die Erzeugung fast gänzlich zum Erliegen. In den Kriegsjahren ab dem Jahr 1916 versiegte die Wollzuteilung, weil die Fabrik kein Heereslieferant war. Die Fabrik wurde in den Nachkriegsjahren an Dr. Ludwig Goll und Baron Robert Klinger von Klingerstorff verkauft. Sie errichteten dort einer Lederfabrik. Diese musste im Jahr 1923 wieder schließen und im Gebäude wurden Kleinwohnungen eingerichtet.

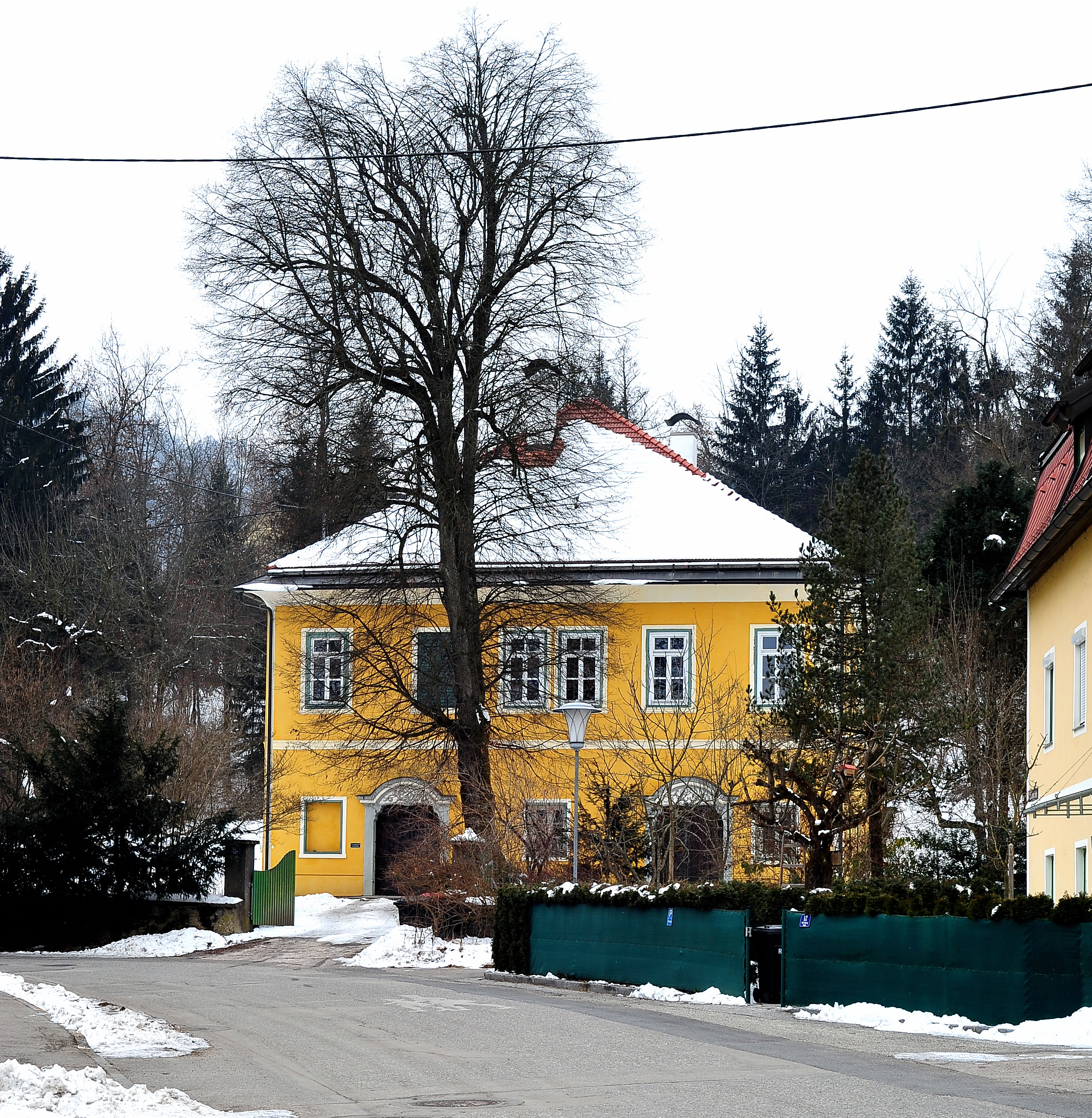
Miller-Aichholz-Villa in der Stift-Viktring-Straße 14

Im Jahr 1946 wurde Viktring von der britischen Besatzungsmacht wieder freigegeben. Eigentümer zu dieser Zeit war die Familie Dreihann-Holenia. Irmingard Aichelburg-Zossenegg hatte im Jahr 1932 einen Baron Dreihann-Holenia zum Mann genommen. Der Betrieb erholte sich nicht mehr und musste schließlich im Jahr 1956 verkauft werden. Die neuen Inhaber investierten große Summen und bauten eine neue Fabrik. Im Jahr 1967 musste auch diese Konkurs anmelden. Das Land Kärnten bot seinerzeit für das Stift Viktring 6,1 Millionen Schilling, der Hermagoras-Verein erhöhte sein Angebot sogar auf 7 Millionen, aber schließlich kam die Republik Österreich mit einem Kaufpreis von 7,1 Millionen Schilling zum Zug.
Der Viktringer Besitz der Fürsten von Liechtenstein war im Jahr 1963 für Aloisia Miller-Aichholz eingeantwortet worden.

## Viktring als Schule
im Jahr 1976 wurde das Bundesrealgymnasium Klagenfurt-Viktring mit besonderer Berücksichtigung der musischen Ausbildung in dem Stiftsgebäude angesiedelt. Heute sind 32 Klassen mit 100 Lehrkräften und 900 Schülern dort untergebracht. Im Zusammenhang mit der Schule wurde das Musikforum Viktring mit seinen jährlichen Veranstaltungen initiiert.

## Bilder

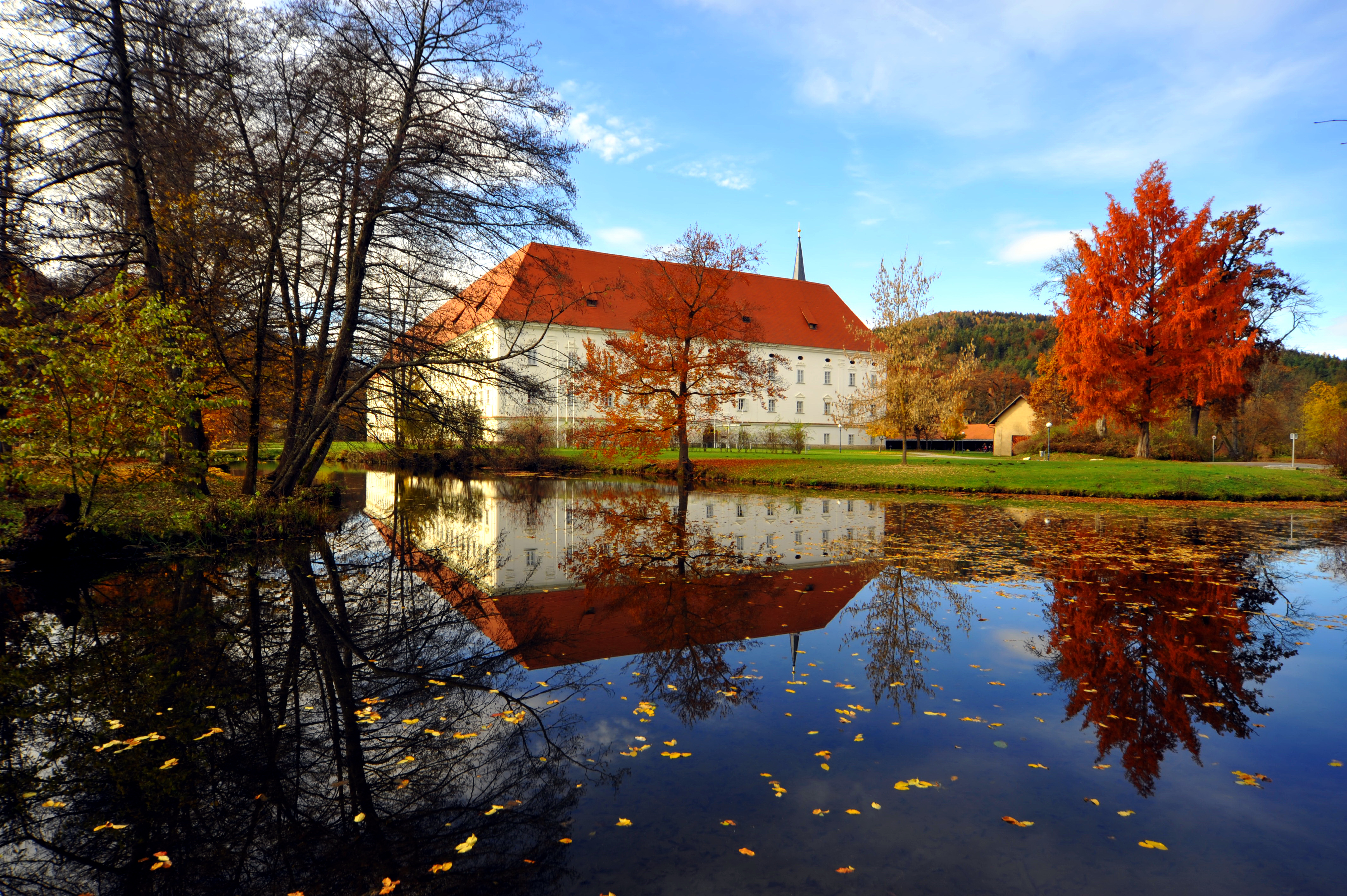
Ost-Ansicht
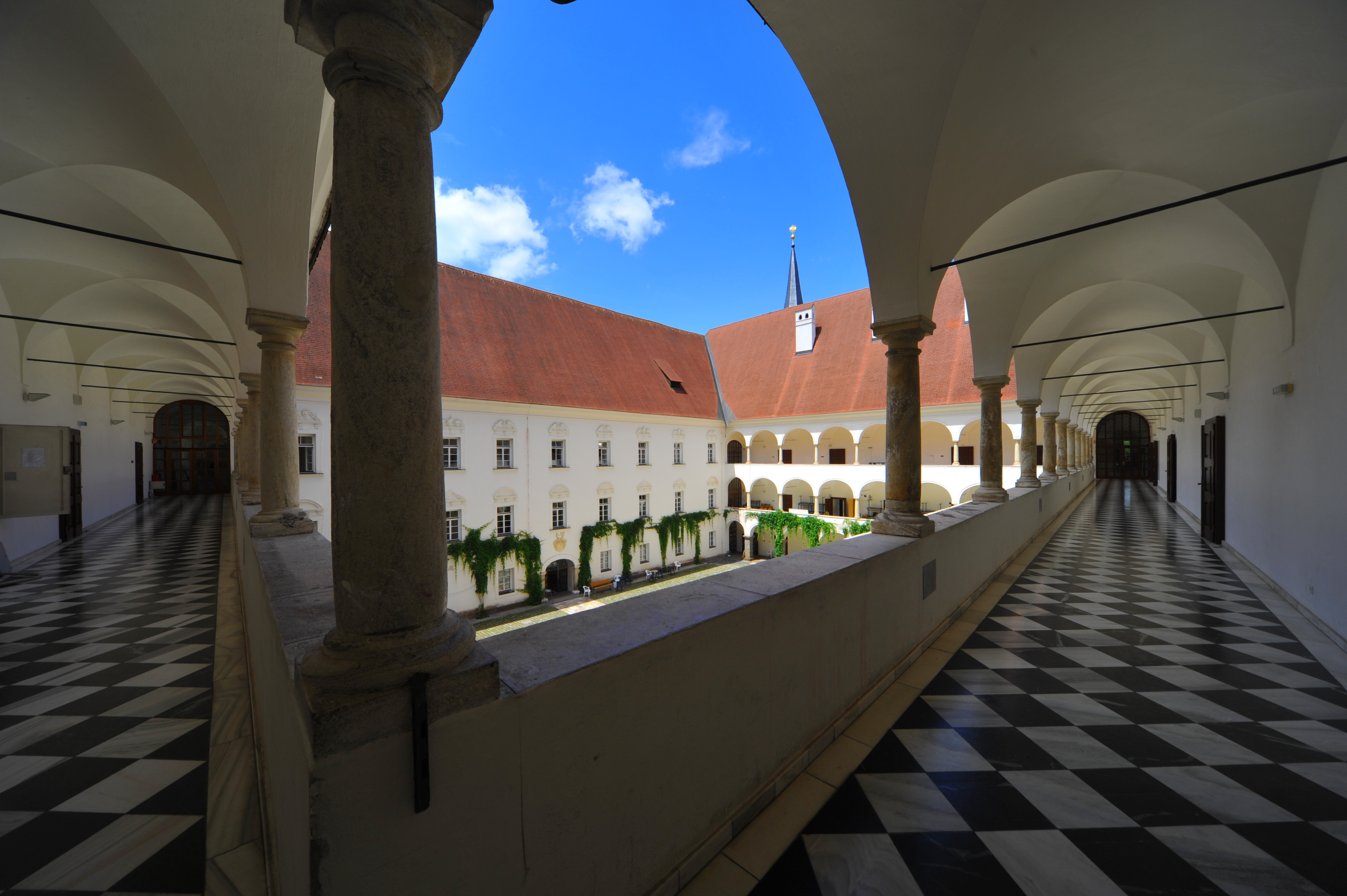
Arkadenhof
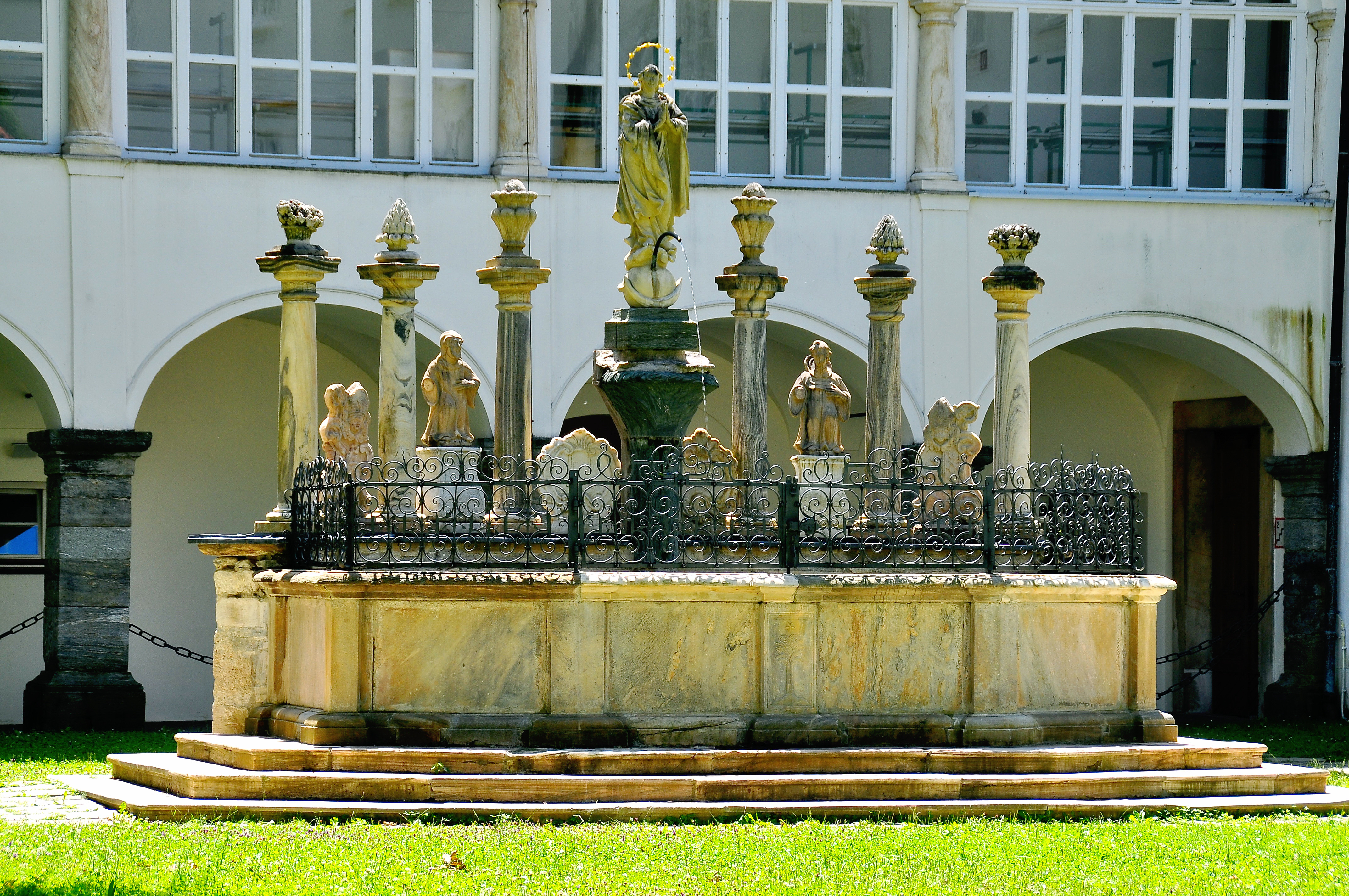
Marienbrunnen im Marienhof